# Enneagramm

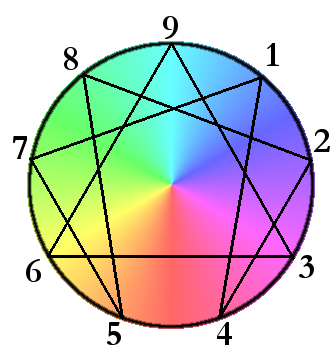
Das Enneagramm-Symbol

Das Enneagramm (von altgriechisch ἐννέα, ennea, „neun“, und γράμμα, gramma, „das Geschriebene“) bezeichnet ein neunspitziges esoterisches Symbol, das als grafisches Strukturmodell neun als grundsätzlich angenommene Qualitäten unterscheiden, ordnen und miteinander in Beziehung setzen soll. Dieser Artikel geht auf das Modell und seine Anwendung als Typenlehre zur Beschreibung verschiedener Persönlichkeitsstrukturen ein.

## Geschichte

### Antike und Mittelalter
Die genauen Wurzeln des Enneagramms sind unbekannt. Manche Vertreter von Lehren, die das Enneagramm verwenden, gehen so von einem antiken Ursprung aus, wobei es über den Kulturkreis verschiedene Spekulationen gibt. 
Ähnliche Überlegungen, wie zu einem „Enneagramm der Persönlichkeit“, finden sich im Werk des Evagrius Ponticus, einem christlichen Mystiker, der im spätantiken 4. Jahrhundert in Alexandria in der römischen Provinz Aegyptus lebte. Evagrius identifizierte acht, altgriechisch λογίσμοι logismoi, deutsch ‚tödliche Gedanken‘ sowie einen übergreifenden Gedanken, den er altgriechisch φιλαυτία philautía, deutsch ‚Selbstliebe‘ nannte. Evagrius schrieb: „Der erste Gedanke von allen ist der der Selbstliebe, danach [kommen] die acht.“ Zusätzlich zur Identifizierung von acht tödlichen Gedanken identifizierte Evagrius auch acht „Heilmittel“ für diese Gedanken. Manche Vertreter sehen so in den „Hauptlastern“ (Todsünden) der Wüstenväter oder eben den Entwicklungsstufen bei Evagrius Ponticus, Parallelen zu den Ansätzen des Enneagramms.
Vermutungen zufolge wurde das Enneagramm vom Sufismus (islamischer Mystik) überliefert. Solche Parallelen können als Vorstufen des Enneagramms betrachtet werden; einen Nachweis, dass es als Typensystem verwendet wurde, gibt es nicht. Auch finden sich Parallelen oder Einflüsse aus der jüdischen Kabbala.

### Neuzeit
Die heutige Form des Enneagramms wurde von Georges I. Gurdjieff entwickelt; er stellte es 1916 zunächst einigen Schülern, insbesondere P. D. Ouspensky, vor. So sei er von dem Träger der spirituellen Kette der Naqschbandīya-Sufi-Bruderschaft, dem Sheikh Abdullah ad-Daghistani (1891–1973), in die „Geheimnisse der neun Punkte“ eingewiesen worden. Es ist auch das Jahr der ersten belegten Verwendung des Wortes „Enneagramm“. Gurdjieff habe das System auf seinen zahlreichen Reisen gefunden oder entwickelt; genauere Quellen können nicht rekonstruiert werden. Dieses System verknüpft, im Rahmen der von ihm vorgestellten Lehre des Vierten Weges, unter anderem das darin dargelegte Oktavgesetz (auch als Gesetz der Sieben bezeichnet) mit dem Gesetz der Drei, der Triade. Gurdjieff selbst betonte die universelle Bedeutung des Enneagramms in seiner Lehre.

Er erklärte: 
„Allgemein gesprochen, muß man verstehen, daß das Enneagramm ein universales Symbol ist. Alles Wissen kann im Enneagramm zusammengefaßt und mit Hilfe des Enneagramms gedeutet werden. Und so kann man sagen, daß man nur das weiß, beziehungsweise versteht, was man in das Enneagramm einfügen kann. Was man nicht in das Enneagramm einfügen kann, versteht man nicht. Für den Menschen, der es benützen kann, macht das Enneagramm Bücher und Bibliotheken vollständig überflüssig. Alles kann im Enneagramm zusammengefaßt und in ihm gefunden werden. Ein Mensch, der allein in der Wüste ist, kann das Enneagramm in den Sand malen und die ewigen Gesetze des Weltalls daraus lesen, und jedesmal kann er etwas Neues lernen, etwas, was er vorher noch nicht wußte.“
Die Verwendung des Symbols als Persönlichkeitstypologie wurde erstmals in den 1960er Jahren von dem Bolivianer Óscar Ichazo eingeführt. Er bezeichnete das Enneagramm als „Enneagon“ (von altgriechisch γόνυ gony, deutsch ‚Knie, Winkel‘) und lehrte es an seiner Arica School. Dort lernte es unter anderem der chilenische Psychiater und Gestalttherapeut Claudio Naranjo kennen, der es mit wissenschaftlichen Erkenntnissen verband und für die Verbreitung des Enneagramm in der modernen westlichen Welt sorgte. Weitere bedeutende Vertreter dieser spirituellen und psychologischen Richtung waren z. B. Helen Palmer und Don Richard Riso. Das Enneagramm wird von ihnen als ein Mittel zu mehr Selbsterkenntnis und persönlichem Wachstum gesehen. Parallel dazu existiert eine christliche Deutung, vertreten z. B. von Richard Rohr, Andreas Ebert (evangelisch) und Bob Ochs (jesuitische Tradition). Jesus Christus werden von ihnen die Stärken aller neun Enneagramm-Typen zugeschrieben, und jeder Typ habe einen bestimmten Weg zu Gott.

## Das Symbol

### Geometrie und Numerik
Das Enneagramm-Symbol ist eine in einen Kreis eingeschriebene neuneckige Figur, welche sich aus einem gleichseitigen Dreieck und einer sechseckigen Figur zusammensetzt:

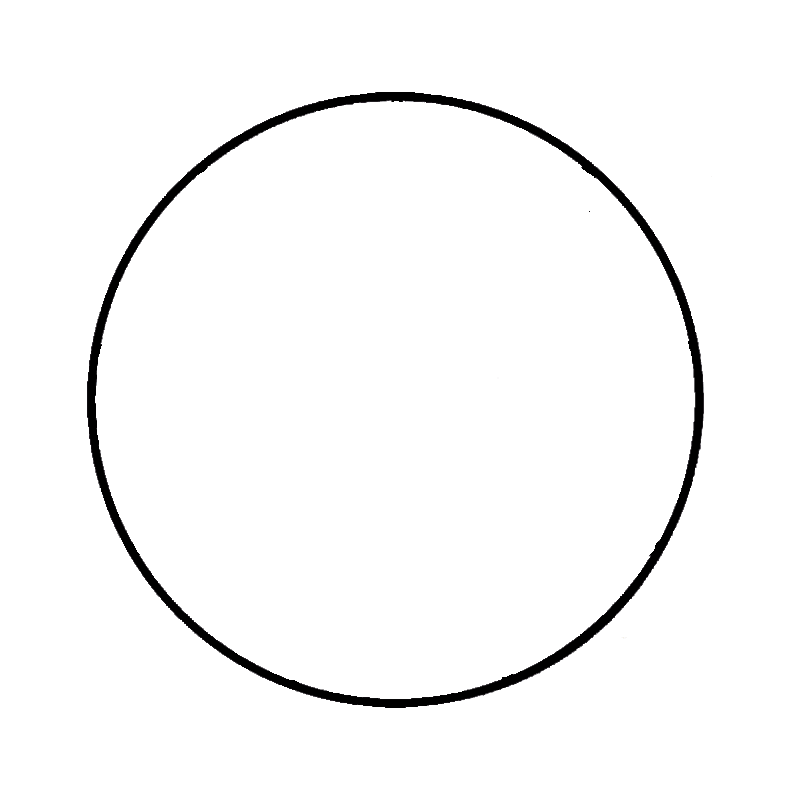
Kreis
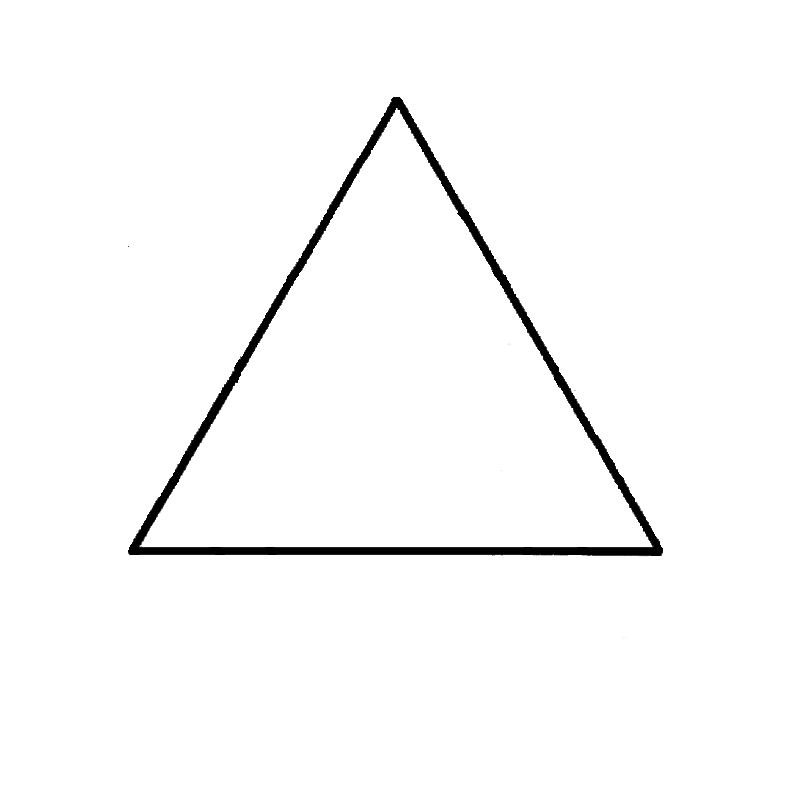
Dreieck (3, 6, 9)
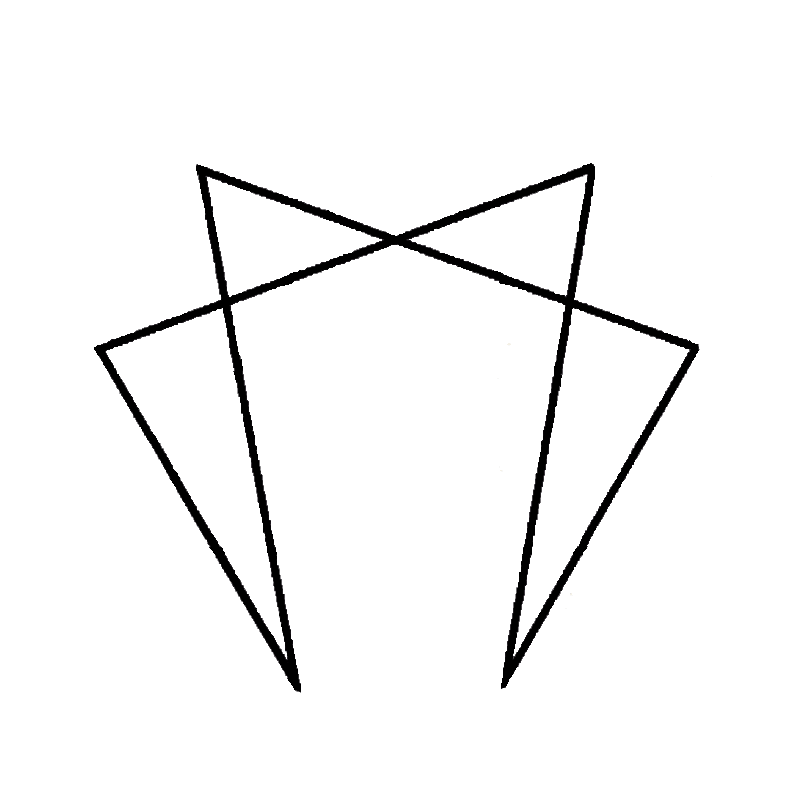
Sechseck (1, 4, 2, 8, 5, 7)
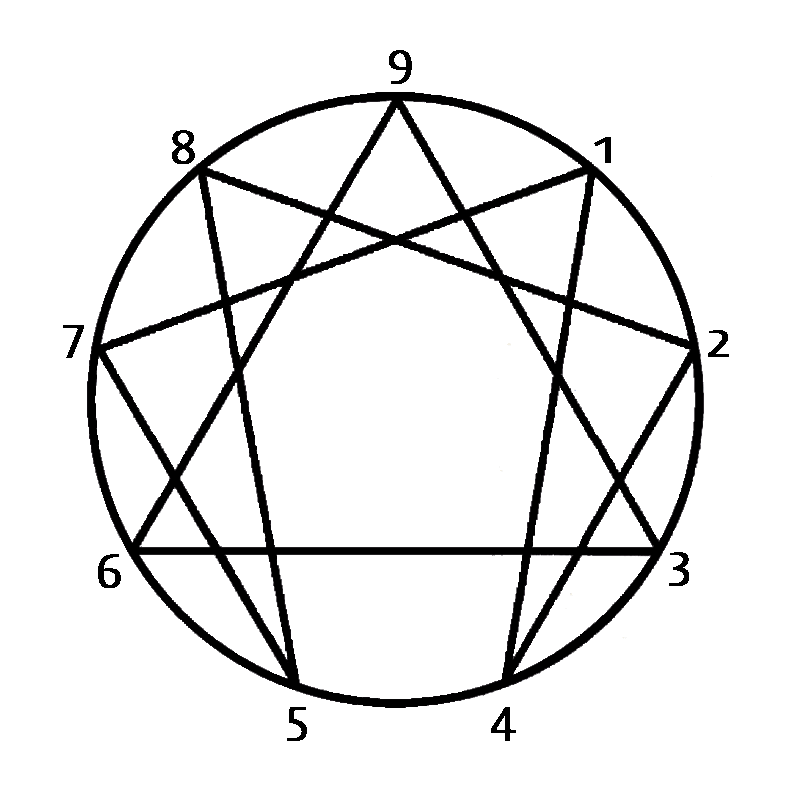
Enneagramm

Dabei werden die neun Ecken im Uhrzeigersinn nummeriert, beginnend mit der rechten oberen Ecke der sechseckigen Figur.

### Deutung
Darüber hinaus können weitere Figuren als Sub-Symbole aus dem Enneagramm abgeleitet werden, mit ihren Entsprechungen.
Zwischen den Punkten Vier und Fünf ergibt sich die größte Entfernung von zwei nebeneinanderliegenden Typen, was den Abstand zwischen dem (männlichen) Kopf- und dem (weiblichen) Herzbereich, die hier aufeinandertreffen, ausdrücken soll.

## Grundlagen des Persönlichkeitsenneagramms

### Klassifikation in Typen
Im Unterschied zu den vier antiken Temperamenten cholerisch, sanguinisch, melancholisch und phlegmatisch wird das Persönlichkeitsenneagramm dazu benutzt, die Menschen in neun Persönlichkeitstypen einzuteilen.

### Spirituell-psychologischer bzw. religiöser Rahmen
Das Enneagramm ist nicht als Religion zu verstehen und soll auch nicht als Ersatzreligion oder Glaubensersatz dienen. Es kann aber als Hilfsmittel verwendet werden, um sich etwa der eigenen Schwächen bewusst zu werden; so kann es (im christlichen Kontext) als „Beichtspiegel“ verwendet werden (Dietrich Koller). Das Enneagramm gilt als ein Symbol der Umkehr (und hat nichts mit modernem Streben nach „Selbstfindung“ zu tun).
Die bedeutendsten heutigen Enneagramm-Autoren unterscheiden ein „falsches Selbst“ bzw. „Ego“ und ein „wahres“ (göttliches) Selbst (Bezeichnung bei Richard Rohr: false self / ego und true self; Don Richard Riso spricht von der Persönlichkeit als dem „eingefahrenen“ Ego-Muster (ego fixation), welches die Person von dem wahren Wesen („Essenz“) trennt). Der Weg dorthin wird „Transformation“ genannt.

### Typentests
Riso und Hudson entwickelten seit den 1990er Jahren eine Reihe mehr oder weniger umfangreicher Tests, die den Enneagrammtyp ermitteln sollen; die volle Version ist der Riso–Hudson Enneagram Type Indicator (RHETI), dessen aktuelle Version aus 144 Entscheidungsfragen besteht. Anhänger des Testes behaupten, dass er wissenschaftlich verifiziert worden sei.

### Übersicht der neun Typen
Die moderne Enneagrammlehre besagt, dass jeder Mensch zu genau einer dieser neun Typenbeschreibungen passe und dass dieser Grundton der Persönlichkeit sich im Lauf eines Lebens nicht ändere. Die Lehre besagt jedoch auch, dass das Enneagramm niemals die biografische Einzigartigkeit eines Menschen erfassen könne, sondern lediglich die Enneagrammstruktur.
Die meisten Autoren ziehen es vor, die Typen entsprechend ihrer Nummer („Einsen“, „Zweien“ etc.) zu bezeichnen, da Zahlen wertneutral sind. Es gibt aber auch verschiedene und damit uneinheitliche Namen für die Typen. Die in der Tabelle verwendeten Namen gehen auf Helen Palmer zurück.
| Typ | Name                  | Selbstbild            | unreif (unerlöst, krank)                       | normal                                       | reif (erlöst, gesund)                        |
| --- | --------------------- | --------------------- | ---------------------------------------------- | -------------------------------------------- | -------------------------------------------- |
| 1   | Perfektionist         | Ich habe Recht        | rechthaberisch, pharisäerhaft, zersetzend      | perfektionistisch, zaudernd, skrupulös       | kritisch wach, gelassen, ethisch hochstehend |
| 2   | Geber                 | Ich helfe             | manipulativ, beherrschend, symbiotisch         | mütterlich, gebend, aktiv                    | fürsorglich, freundlich, originell           |
| 3   | Dynamiker             | Ich habe Erfolg       | opportunistisch, betrügerisch, karrieresüchtig | pragmatisch, statusbewusst, rollenorientiert | kompetent, wahrhaftig, zuverlässig           |
| 4   | Tragischer Romantiker | Ich bin anders        | wehleidig, dekadent, todesverliebt, depressiv  | ästhetisch, romantisch, stilvoll             | kreativ, natürlich, diszipliniert            |
| 5   | Beobachter            | Ich blicke durch      | isoliert, nihilistisch, exzentrisch            | analytisch, distanziert, abstrakt            | erfinderisch, weise, tatkräftig              |
| 6   | Advokat des Teufels   | Ich tue meine Pflicht | abhängig, aggressiv, feige                     | pflichtbewusst, vorsichtig, (anti-)autoritär | treu, mutig, vertrauensvoll, witzig          |
| 7   | Epikureer             | Ich bin glücklich     | exzessiv, dilettantisch, rechthaberisch        | überaktiv, genießerisch, oberflächlich       | fröhlich, vielseitig, nüchtern               |
| 8   | Boss                  | Ich bin stark         | tyrannisch, machtbesessen, gewalttätig         | kontrollierend, konkurrierend, direkt        | großzügig, führungsstark, beschützend        |
| 9   | Vermittler            | Ich bin zufrieden     | fatalistisch, desorientiert, stur              | angepasst, pflegeleicht, unentschlossen      | annehmend, friedfertig, zielorientiert       |

Grundsätzlich sollen alle Typen gleichwertig sein. Jeder Typ könne unterschiedliche Entwicklungsstufen aufweisen. An einem Ende befinde sich die unreife (unerlöste, kranke) Persönlichkeit. Am anderen Ende die gereifte (erlöste, gesunde) Persönlichkeit, dazwischen lägen die normalen Ausprägungen eines Typs. Im Laufe des Lebens könne eine Reifung hin zu einer erlösten (gesunden) Persönlichkeit erreicht werden (Integration). Häufig bleibe es bei einem Verharren im Normalzustand (Stagnation) oder es komme sogar zu einem Rückfall in ein unreiferes Stadium (Regression, Desintegration). Die Entwicklungsstufen eines Typs sollen durch unterschiedliche Eigenschaften gekennzeichnet sein (siehe Tabelle).

#### Triaden

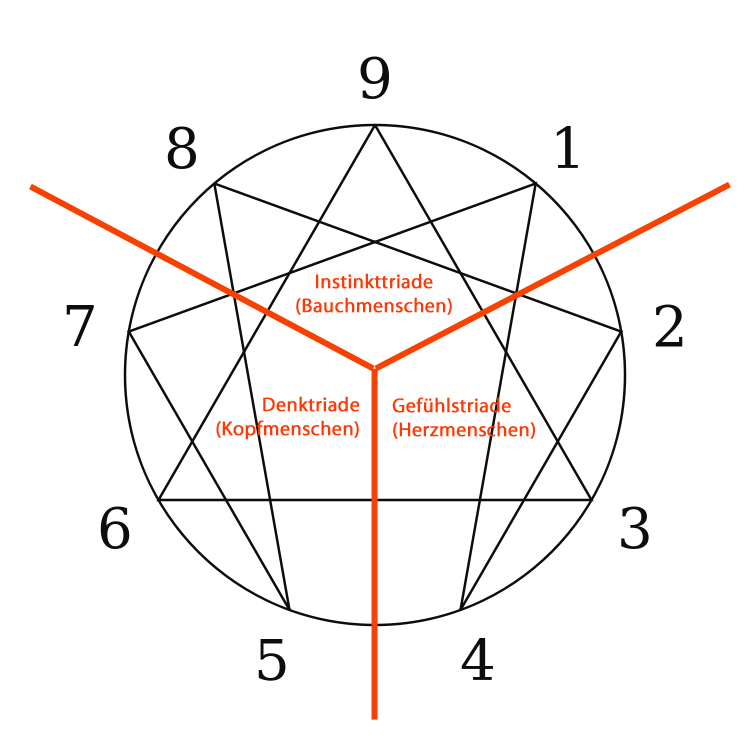
Das Enneagramm und die Triaden

Nach der enneagrammatischen Persönlichkeitstypologie verfügt jeder Mensch über drei Intelligenzzentren: Kopf (Verstand/Ratio), Herz (Emotionen) und Bauch (Instinkt).
Bei jedem Menschen soll eines der drei Intelligenzzentren dominieren. Dies führt zu einer Einteilung in drei Bereiche, die jeweils drei im Enneagramm nebeneinanderliegende Typen umfasst:
- Bauch-Typen (Instinkttriade): 8, 9 und 1,
- Herz-Typen (Gefühlstriade): 2, 3 und 4,
- Kopf-Typen (Denktriade): 5, 6 und 7.

Eine Übersicht über die Triaden und ihre dominierenden Körperbereiche sowie Lebensthemen:
| Triade        | Fixierung  | dominierende Körperregionen/-funktionen                 | Organe              | zentrale Lebensthemen                  | Charakter |
| Typen 8, 9, 1 | instinktiv | Verdauungstrakt, Sonnengeflecht (kinästetisch/haptisch) | Nase, Ohr           | Macht, Gerechtigkeit, Aggression       | rigide bzw. anti-intrazeptiv (das ist das Gegenteil von Innerlichkeit oder Interesse an dem, was im Geist vorgeht) |
| Typen 2, 3, 4 | emotional  | Herz/Kreislaufsystem                                    | Tastsinn, Geschmack | Beziehungen, Schönheit, Prestige/Image | hysteroid (verführerische Art, großes Ausdrucksvermögen, theatralisches Auftreten)                                 |
| Typen 5, 6, 7 | gedanklich | Gehirn, Zentralnervensystem                             | Augen               | Kontrolle, Verstehen, Ordnung          | schizoid (seelisch gespalten)                                                                                      |

#### Entwicklungsstufen
Jeder Typ umfasst mehr oder weniger ausgereifte Bereiche (Entwicklungsstufen), die sich dreifach unterteilen lassen:
- ungesunder/unerlöster/dysfunktionaler Bereich,
- mittlerer/normaler/durchschnittlicher Bereich und
- reifer/erlöster/gesunder Bereich.

Als Parallele werden auch in der christlichen Mystik drei Stufen spirituellen Wachstums beschrieben, etwa bei Euagrios Pontikos. Don Richard Riso hat neun Entwicklungsstufen (Levels) gefunden, nämlich je drei für die drei Bereiche.

#### Horney-Gruppen

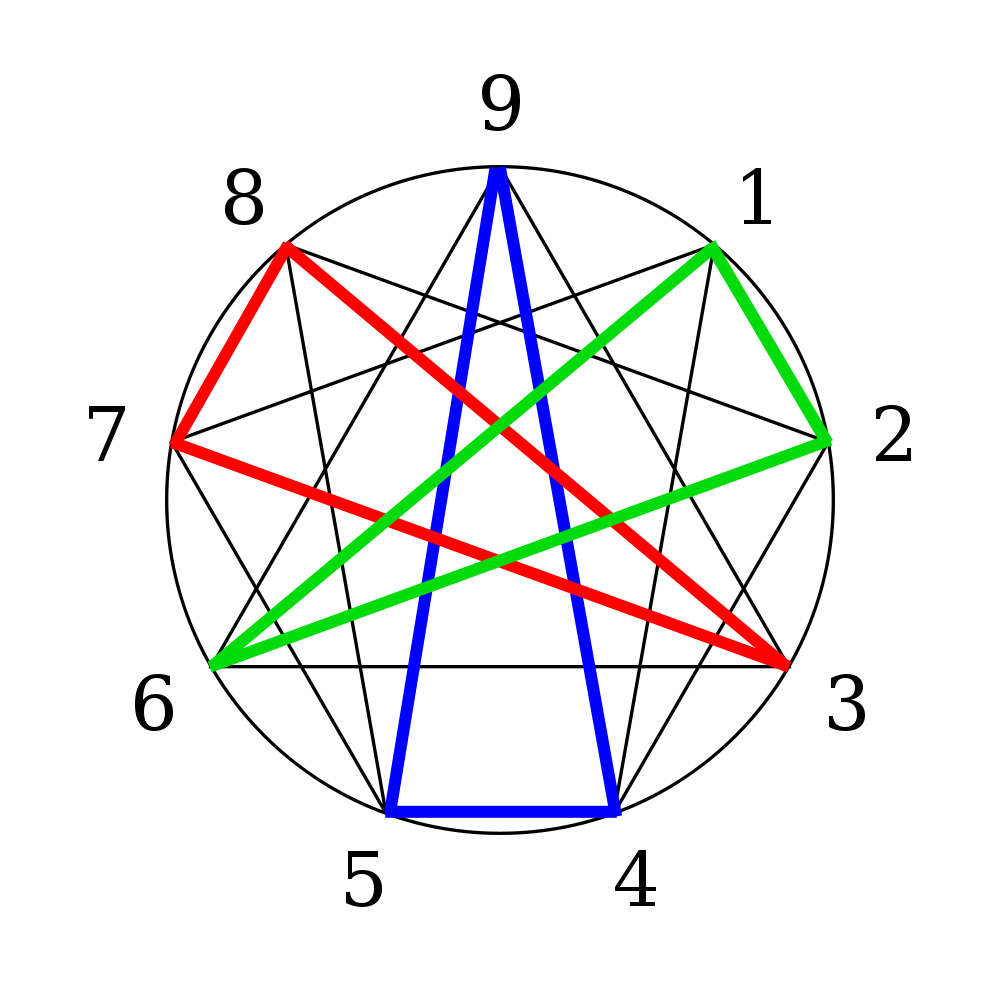
Horney’sche Gruppen

Nach der Psychoanalytikerin Karen Horney (1885–1952) gibt es drei Möglichkeiten, wie man spontan auf eine Situation reagieren kann: durch aggressives Tun (Hinwendung), durch gefügige Anpassung (Zuwendung) oder durch entziehenden Rückzug (Abwendung). Jeder Enneagrammtyp neige nun zu einer dieser drei Haltungen; wenn man gleiche verbindet, entstehen drei gleichschenklige Dreiecke:
- Hinwendung (aggressives Tun), in der Abbildung rechts rot:
  - Typ 3: sorgt für das Erreichen der Ziele
  - Typ 7: sorgt dafür, sich nach dem Plan (der Vision) auszurichten
  - Typ 8: sorgt für das „Anpacken“

- Zuwendung (gefügige Anpassung), in der Abbildung rechts grün:
  - Typ 1: wirkt ein, damit es „richtig“ und korrekt getan wird
  - Typ 2: wirkt ein, um andere zu fördern bzw. helfend für andere zu sorgen
  - Typ 6: wirkt ein, um die allgemeinen Bedürfnisse zu befriedigen

- Abwendung (entziehender Rückzug), in der Abbildung rechts blau:
  - Typ 4: geht einen Schritt zurück, um kreativ nach neuen Möglichkeiten Ausschau zu halten
  - Typ 5: geht einen Schritt zurück, um die Situation und Alternativen zu analysieren
  - Typ 9: geht einen Schritt zurück, um zugunsten einer gemeinsamen Richtung (Konsens) zu vermitteln

#### Polarität
Claudio Naranjo unterschied als Erster folgende Polaritäten innerhalb des Enneagramms:
- Die Typen der rechten Seite (Typen 1 bis 4) seien „sozialer und sozialisierter“ und neigten zu „hysterischem Verhalten“ (Verführung; weiblicher Pol), während die linke Seite (Typen 5 bis 8) „eher antisozial“ sei und zu „psychopathischem Verhalten“ (Rebellion; männlicher Pol) neige.
- Ebenso bestehe eine Polarität zwischen dem oberen und dem unteren Teil des Enneagramms bezogen auf den „Intrazeptions- bzw. Innerlichkeitsgrad“ zwischen „Heftigkeit (tough-mindedness)“ (oben) und „Sensibilität (tender-mindedness)“ (unten): Im unteren Teil finde man die „Armen im Geiste“ (Vier und Fünf), die sich ihres Mangels bewusst sind und am intensivsten suchen, während die Typen am oberen Gegenpol „sich für ihre inneren Verletzungen unempfindlich gemacht haben“, sodass sie sich zufrieden fühlten.

## Rezeption

### Wissenschaft
In einer systematischen Übersichtsarbeit aus dem Dezember 2020 kam bezüglich der Wissenschaftlichkeit des Enneagramms zu gemischten Ergebnissen. Es gibt demnach Übereinstimmungen mit anderen Faktoren-orientierten Theorien wie den Big 5 und es konnte bei einzelnen Patienten auch eine Besserung festgestellt werden. Keine wissenschaftliche Theorie komme aber zu neun Typen, sondern weniger. Eine Clustersnalyse oder Typenwanderung wurde nicht festgestellt. Einzelne Aspekte wie Flügel konnten wissenschaftlich nicht bestätigt werden.

### Politik
Der „interministerielle Ausschuss zur Überwachung und Bekämpfung von gefährlichen sektiererischen Entwicklungen“ (Miviludes) in Frankreich führt das Enneagramm auf und zählt es zu den „psychologisierenden“ Methoden.

## Das Enneagramm im Christentum
In der Anwendung des Enneagramms können zwei wesentliche Richtungen unterschieden werden, eine Richtung steht für eine „spirituell-psychologische Richtung“, Vertreter sind Óscar Ichazo, Claudio Naranjo, A. H. Almaas, Helen Palmer und Don Richard Riso, sie sehen im Enneagramm ein Mittel zur Selbsterkenntnis, der persönlichen Individuation und des Wachstums. Hier flossen u. a. auch die Typenlehre von Carl Gustav Jung ein sowie das Typensystem nach Katharine Cook Briggs und Isabel Myers. Die andere Richtung, der Anwendung des Enneagramms, ging von einer christlich Position aus, für diese Richtung stehen Andreas Ebert, der Franziskaner Richard Rohr sowie der Jesuit Robert Ochs. In dieser Richtung wird u. a. die göttliche Herkunft Jesus damit versucht zu belegen, dass man ihm die Stärken aller neun Enneagramm-Typen zuschreibt.
Die katholische Kirche sieht in der Charakteranalyse ein Beispiel für den Gnostizismus, der „in dezidiertem oder gar erklärtem Widerspruch zu allem [steht], was zum Wesen des Christlichen gehört“. Der Gebrauch der Charakteranalyse führt demnach zu „eine[r] Vieldeutigkeit in Lehre und Leben des christlichen Glaubens“, wie es in einem vatikanischen Dokument über „New Age“ heißt. Vor allem unter Ordensleuten, insbesondere in den USA, wird das Enneagramm kontrovers diskutiert. Die Bischofskonferenz der Vereinigten Staaten warnt vor der Lehre, ohne ein Verbot aktiv umzusetzen. Dennoch wird das Enneagramm auch von christlichen Amtsträgern, oft ökumenisch, benutzt oder gelehrt. Seit 1989 gibt es in Deutschland einen ökumenischen Arbeitskreis Enneagramm, der Tagungen und Ausbildungen zum Enneagrammtrainer durchführt und inzwischen über 500 Mitglieder hat.
Die Evangelische Zentralstelle für Weltanschauungsfragen äußerte sich 2006 kritisch zum Enneagramm, während eine Stellungnahme von 2013 zwar Probleme und Fehlinterpretationen benennt, aber dem Enneagramm dennoch einen positiven Wert in der Seelsorge einräumt.
Von biblisch-fundamentalistischen und teilweise von evangelikalen Gruppen wird das Enneagramm als „okkulte“, „unbiblische“ Erlösungslehre verurteilt. Manche Evangelikale, wie Peter Scazzero, sehen es als hilfreiches Werkzeug an.
Der Theologe Thomas Körbel nennt das Enneagramm ein „Beispiel für parareligiöse Spiritualität“.

### Englisch
- John G. Bennett: The Enneagram. Coombe Springs Press, Sherborne 1974, ISBN 0-900306-17-3.
- John G. Bennett: Enneagram Studies. Weiser, York Beach 1983, ISBN 0-87728-544-6.
- Maurice Nicholl: Psychological Commentaries on the teachings of Gurdjieff and Ouspensky. Vincent Stuart, London 1952.
- P. D. Ouspensky: In Search of the Miraculous. Harcourt, Brace and Company, New York 1949, S. 278–98, 376–378.
- William Patrick Patterson: Taking With the Left Hand: Enneagram Craze. Arete, Fairfax 1998, ISBN 1-879514-10-9.
- Irmis B. Popoff: The Enneagramma of the Man of Unity. Weiser, New York 1978, ISBN 0-87728-399-0.
- James Webb: The harmonious circle. The Lives and Work of G. I. Gurfjieff, P. D. Ouspensky, and Their Followers. Putnam, New York 1980, S. 499–542.

### Deutsch
- Richard Rohr, Andreas Ebert: Das Enneagramm. Die 9 Gesichter der Seele. Claudius, München 1989; Neuausgabe 2009, ISBN 978-3-532-62395-4
- Franz-Josef Hücker: Das Enneagramm – Selbsterkenntnis auf brüchigem Fundament. In: Wege zum Menschen. Vol. 65, Nr. 4, 2013 (Vandenhoeck & Ruprecht), S. 346–353.
- Johannes Bartels: Mitten in die Seele hinein. Das Enneagramm im Kontext religiöser Erwachsenenbildung. Dissertation an der Universität Münster 2003. Lit, Münster 2005, ISBN 3-8258-7282-3.
- Anthony Blake: Das intelligente Enneagramm. Gurdjieffs Instrument der Wahrnehmung. Martin, Südergellersen 1993, ISBN 3-921786-77-0.
- Maria-Anne Gallen, Hans Neidhardt: Das Enneagramm unserer Beziehungen. Verwicklungen, Wechselwirkungen, Entwicklungen. Rowohlt, Reinbek bei Hamburg 1994, ISBN 978-3-499-19616-4.
- Eli Jaxon-Bear: Die neun Zahlen des Lebens. Knaur, München 1989, ISBN 3-426-26405-6.
- Eli Jaxon-Bear: Das spirituelle Enneagramm. Neun Pfade der Befreiung. Goldmann, München 2003, ISBN 3-442-21650-8.
- Sandra Maitri: Neun Porträts der Seele. Die spirituelle Dimension des Enneagramms. J. Kamphausen, Bielefeld 2002.
- Pamela Michaelis, Ingrid Meyer-Klemm: Ich bin anders – Du auch? Sich selbst und andere neu entdecken. Das Enneagramm in der mündlichen Tradition. BoD, Norderstedt 2008, ISBN 978-3-8334-7492-7.
- Helen Palmer: Das Enneagramm. Sich selbst und andere verstehen lernen. Knaur, München 1991. Neuausgabe 2000, ISBN 3-426-87094-0.
- Wilfried Reifarth: Das Enneagramm. Idee – Dynamik – Dimension. Ein Lernbuch. Kohlhammer, Stuttgart 1997. 2. Auflage: Lambertus, Freiburg 2008, ISBN 978-3-7841-1907-6.
- Wilfried Reifarth: Wie anders ist der Andere? Enneagrammatische Einsichten. Lambertus, Freiburg 2009, ISBN 978-3-7841-1906-9.
- Anna-Maria Rumitz, Alexander Pfab: Wer bin ich? Was treibt mich an? Das Enneagramm in 99 Fragen und Antworten. J. Kamphausen, Bielefeld 2014, ISBN 978-3-89901-796-0.
- Don Richard Riso: Die neun Typen der Persönlichkeit und das Enneagramm. Knaur, München 1989, ISBN 3-426-04213-4.
- Jürgen Gündel: Das Enneagramm: Neun Weisen, die Welt zu sehen. Books on Demand, Norderstedt 2008, ISBN 978-3-8370-4423-2.
- Marianne Vogel Kopp: Ich bin Alle – Enneagramm für Fortgeschrittene. Books on Demand, Norderstedt 2024, ISBN 978-3-7597-8592-3.
- Ursula Walter: Lebendiges Enneagramm – die neun Persönlichkeitsstrukturen in 27 Lebensläufen. Drei Birken Verlag, Freiberg 2018, ISBN 978-3-936980-48-6.